# Euphthiracarus vicinus
Euphthiracarus vicinus är en kvalsterart som beskrevs av Wojciech Niedbała 2002. Euphthiracarus vicinus ingår i släktet Euphthiracarus och familjen Euphthiracaridae. Inga underarter finns listade i Catalogue of Life.